# إيزيل ألفاريز
إيزيل ألفاريز (مواليد 1974) هو ملاكم كوبي، مثّل بلاده في الألعاب الأولمبية الصيفية 2000.

## روابط خارجية
إيزيل ألفاريز على موقع أوليمبيديا (الإنجليزية)